# 元山水產大學
元山水產大學（朝鲜语：／）是位於朝鲜民主主义人民共和国江原道首府元山市的一所大学。成立於1959年，前身為元山农业综合大学水產系。該校以教授漁船建造、撈捕水產、水產加工、養殖水產等技術為任务，設置了水產系、養魚養殖系和機械工程系。